# Топологічний векторний простір

## Означення
Топологічний векторний простір над топологічним полем {\displaystyle K} — векторний простір {\displaystyle E} над {\displaystyle K}, наділений топологією, що узгоджується зі структурою векторного простору, тобто задовольняє наступним аксіомам: 
1. відображення {\displaystyle (x_{1},x_{2})\to x_{1}+x_{2},\ E\times E\to E} є неперервним;
2. відображення {\displaystyle (k,x)\to kx,\ K\times E\to E} є неперервним

В цих означеннях добутки {\displaystyle E\times E} і {\displaystyle K\times E} наділені добутками відповідних топологій). 
Цілком аналогічно можна визначити топологічний лівий і правий векторний простори над (не обов'язково комутативним) топологічним тілом. Для позначення топологічного векторного простору {\displaystyle E} з топологією {\displaystyle \tau } іноді використовується символ {\displaystyle (E,\tau )}. 
Топологічні векторні простори {\displaystyle E_{l}} і {\displaystyle E_{2}} над одним і тим же топологічним полем {\displaystyle K} називаються ізоморфними, якщо існує неперервне лінійне взаємно однозначне відображення {\displaystyle E_{1}} на {\displaystyle E_{2}}, обернене до якого також є неперервним. Розмірністю топологічного векторного простору {\displaystyle (E,\tau )} називається розмірність векторного простору {\displaystyle E}.

## Властивості
- Нехай {\displaystyle (E,\tau )} — топологічний векторний простір над топологічним полем {\displaystyle K}. Топологія {\displaystyle \tau } є інваріантною щодо зсувів (тобто відображення {\displaystyle x\to x+a} є гомеоморфізмом на себе для кожного {\displaystyle a\in E}). Як наслідок топологія {\displaystyle \tau } однозначно визначається базою околів довільної фіксованої точки (зокрема, нуля).

- Для того щоб простір {\displaystyle (E,\tau )} був гаусдорфовим, необхідно і достатньо, щоб для будь-якої точки {\displaystyle x\in E,\ x\neq 0} існував окіл нуля, що не містить {\displaystyle x}.
- Якщо простір {\displaystyle (E,\tau )} є гаусдорфовим, то він є цілком регулярним.
- В просторі {\displaystyle (E,\tau )} існує єдина рівномірна структура, що є інваріантною щодо зсувів (тобто для неї всі зсуви є рівномірно неперервними відображеннями) і асоційована з нею топологія збігається з вихідною топологією простору. Множина в топологічному векторному просторі називається повною, якщо вона є повною щодо цієї рівномірної структури.

- Топологічний векторний простір {\displaystyle (E,\tau )} є повним, якщо кожен фільтр Коші в {\displaystyle (E,\tau )} є збіжним.

- Для будь-якого топологічного векторного простору {\displaystyle E} існує повний топологічний векторний простір над тим же полем, що містить {\displaystyle E} як усюди щільну підмножину і індукує на {\displaystyle E} вихідні лінійну структуру і топологію. Цей простір називається поповненням простору {\displaystyle E}.

- Будь-який гаусдорфів топологічний векторний простір {\displaystyle E} має гаусдорфове поповнення, що є єдиним з точністю до ізоморфізму, що залишає нерухомими елементи простору {\displaystyle E}.

- Нехай тепер {\displaystyle K} — недискретне нормоване поле, наділене топологією, яка визначається нормою. Якщо {\displaystyle E} — векторний простір над {\displaystyle K}, то множина {\displaystyle Q\subset E} називається збалансованою (або врівноваженою), якщо {\displaystyle kQ\subset Q} для всіх {\displaystyle k\in K,\;|k|\leqslant 1}. Якщо {\displaystyle A} і {\displaystyle B} — дві підмножини в {\displaystyle E}, то кажуть, що {\displaystyle A} поглинає {\displaystyle B}, якщо існує таке додатне число {\displaystyle r}, що {\displaystyle kA\supset B} при {\displaystyle k\in K,\;|k|>r}. Підмножина простору {\displaystyle E} називається поглинаючою (або радіальною), якщо вона поглинає кожну одноточкову множину. У всякому топологічному векторному просторі над {\displaystyle K} існує база {\displaystyle {\mathcal {U}}} замкнутих околів нуля з наступними властивостями:

1. для будь-якої множини {\displaystyle V\in {\mathcal {U}}} існує {\displaystyle W\in {\mathcal {U}}} таке, що {\displaystyle W+W\subset V};
2. кожна підмножина {\displaystyle V\in {\mathcal {U}}} є збалансованою і поглинаючою;
3. якщо {\displaystyle V\in {\mathcal {U}}}, то і {\displaystyle kV\in {\mathcal {U}}} для всякого {\displaystyle k\in K,\;k\neq 0.}

- З іншого боку, нехай {\displaystyle \tau } — топологія в векторному просторі {\displaystyle E} над {\displaystyle K}, що є інваріантною щодо зсувів і має базу околів нуля, що задовольняє властивості властивості (1) і (2) вище, а також властивість: За) існує таке {\displaystyle k\in K,\;\;0<|k|<1}, що, якщо {\displaystyle V\in {\mathcal {U}}}, то і {\displaystyle kV\in {\mathcal {U}}}. Тоді {\displaystyle E}  з топологією {\displaystyle \tau } є топологічним векторним простором над {\displaystyle K} (в тому випадку, коли норма в полі {\displaystyle K} є архімедовою, (За) є наслідком інших вимог, накладених на {\displaystyle (E,\tau )}). Всякий базис фільтра {\displaystyle {\mathcal {U}}} у векторному просторі {\displaystyle E} над {\displaystyle K}, що задовольняє властивостями (1), (2), (За) є фундаментальною системою околів нуля (не обов'язково замкнутих) деякої однозначно визначеної топології {\displaystyle \tau } в {\displaystyle E}, що узгоджується зі структурою векторного простору в {\displaystyle E}. У топологічному векторному просторі над полем дійсних чисел {\displaystyle \mathbb {R} } або над полем комплексних чисел {\displaystyle \mathbb {C} } його топологія називається локально опуклою, якщо {\displaystyle \tau } має базу околів нуля, що складається з опуклих множин (іноді в визначення локально опуклого простору включається ще вимога його гаусдорфовості).